# Френклин (Висконсин)
Френклин (енгл. Franklin) град је у америчкој савезној држави Висконсин.

## Демографија
По попису из 2010. године број становника је 35.451, што је 5.957 (20,2%) становника више него 2000. године.
| Група             | 2000.          | 2010.          |
| Белци             | 26.287 (89,1%) | 29.691 (83,8%) |
| Афроамериканци    | 1.520 (5,2%)   | 1.734 (4,9%)   |
| Азијати           | 619 (2,1%)     | 1.910 (5,4%)   |
| Хиспаноамериканци | 780 (2,6%)     | 1.592 (4,5%)   |
| Укупно            | 29.494         | 35.451         |